# Zdeněk Mahler

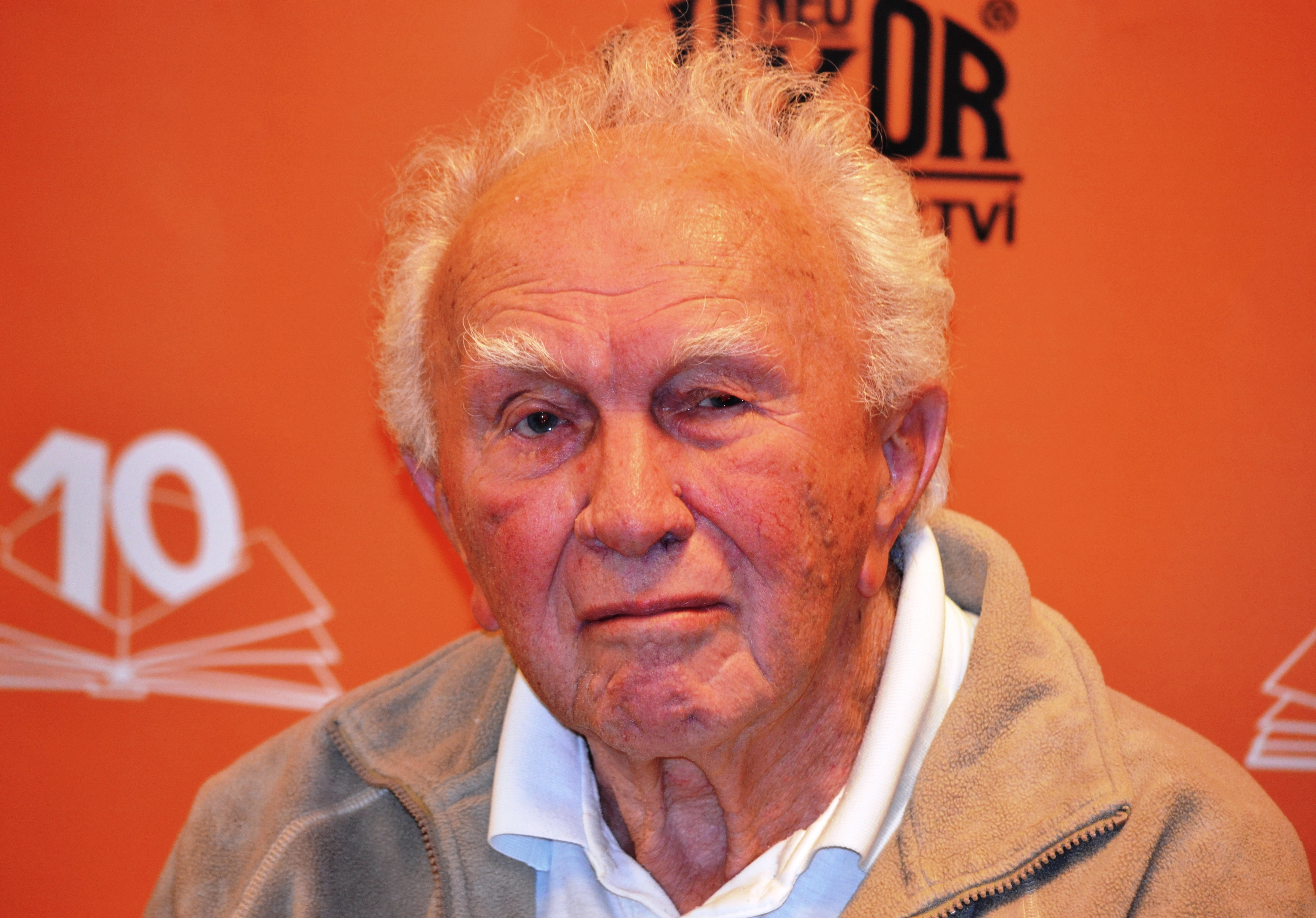
Zdeněk Mahler roku 2013

Zdeněk Mahler (7. prosince 1928 Batelov – 17. března 2018 Praha) byl český pedagog, spisovatel, scenárista, publicista a muzikolog.

## Mládí a studia
Vyrůstal v rodině kováře a dělníka Karla Mahlera (1901–1970) a jeho manželky Marie, rozené Parkanové (1903–1982). Po přestěhování z Vysočiny do Úval a pak do Prahy vyrůstal ve Vysočanech, kde chodil do měšťanské školy. Poté absolvoval pražský Učitelský ústav, ale ještě musel externě složit maturitu na reálném gymnáziu v Karlíně (1948). Dále studoval Filosofickou fakultu UK (čeština, angličtina), kterou ukončil v roce 1952 doktorátem (PhDr.) za práci „Boj Julia Fučíka za pravdu o Sovětském svazu“. V době studií pracoval v redakci studentského časopisu Předvoj a od roku 1951 také spolupracoval s Československým rozhlasem.

## Léta 1951–1960
V letech 1951–1953 pracoval jako redaktor v Československém rozhlase ve vzdělávací redakci (působili tam tehdy např. také Ludvík Aškenazy, Arnošt Lustig, Ota Pavel, Karel Kyncl); v letech 1953–1955 učil marxismus-leninismus jako asistent na Akademii múzických umění v Praze; v letech 1955–1960 pracoval na ministerstvu školství ČSR jako tajemník ministra Františka Kahudy; tehdy i později byl zároveň také dramaturgem Laterny magiky a podílel se na přípravě její československé účasti na výstavě Expo 58 v Bruselu.
Zúčastnil se jednání Generální konference UNESCO, která se konala v indickém Dillí od 5. listopadu do 5. prosince 1956.

## Svobodné povolání
Od roku 1960 měl svobodné povolání – byl „na volné noze“ a jako spisovatel, scenárista, publicista a muzikolog pracoval až do své smrti. Věnoval se psaní knih, divadelních her (spolupracoval s mnoha režiséry, např. Otomarem Krejčou, Janem Kačerem, Janem Schmidtem), filmových scénářů a rozhlasových a televizních her. Od roku 1948 byl členem KSČ, v roce 1969 byl ze strany vyloučen. V době sametové revoluce koncem roku 1989 byl aktivní a účastnil se jednání a akcí především v divadelní obci, mezi studenty i jako publicista.
Účastnil se tvorby zahraničních filmů, např. Amadea a Dynastie Straussů; následně se těžiště jeho tvorby přesunulo do televize (zde vznikl např. pořad o Katedrále, triptych o Masarykovi, o Antonínu Dvořákovi v Americe, o Alfonsi Muchovi; podle jeho námětů vznikly např. filmy Svatba jako řemen a biografické Božská Ema, Koncert na konci léta, Zapomeňte na Mozarta, Lidice. Ke 250. výročí narození W. A. Mozarta vznikl televizní dokument, pro televizi také zpracoval a uvedl cyklus Ano, Masaryk. a jiné populárně vzdělávací pořady. Od 90. let se věnoval především hudební tematice. Zdeněk Mahler přijal v televizním projektu Největší Čech roli advokáta T. G. Masaryka. V únoru 2013 vystoupil na odhalení sochy Julia Fučíka v Praze na Olšanských hřbitovech, kde obhajoval jeho komunistickou činnost a vydával ho za hrdinný vzor pro další generace .Na akci pořádané Společností Julia Fučíka se podílela KSČM a tehdejší místostarosta Prahy 3 Matěj Stropnický (2003-2020 významný člen,2012-2014 místopředseda a 2016-2017 předseda Strany zelených, zastupoval ji i v Zastupitelstvu hlav.města Prahy, mj. i jako radní a náměstek primátorky) .
Od roku 2008 do roku 2018 byl odborným garantem celostátní literární soutěže pro základní a střední školy "Masaryk do škol", kterou pořádalo Masarykovo demokratické hnutí, s každoročním slavnostním vyhodnocením na Magistrátu hl. města Prahy na Mariánském náměstí.
Zemřel v sobotu 17. března 2018 v Ústřední vojenské nemocnici v Praze. Je pohřben na hřbitově v rodném Batelově.

## Ocenění
V roce 2005 byl zvolen do předsednictva Masarykova demokratického hnutí. Za své zásluhy v oborech, kterým se věnoval, mu byl udělen čestný doktorát (Dr. h. c.) na Univerzitě J. E. Purkyně. Za trvalý přínos pro českou kulturu obdržel roku 2003 od ministra kultury ČR Pavla Dostála resortní medaili Artis Bohemiae Amicis.
Získal Cenu Sazky za nejlepší dosud nerealizovaný filmový scénář Nokturno v rámci ankety Český lev 2007. Film se poté začal připravovat pod názvem Lidické nokturno, finální název je Lidice.
Dne 28. října 2013 ho prezident Miloš Zeman vyznamenal medailí Za zásluhy.
Zdeněk Mahler byl často žertem považován za chodící encyklopedii.

## Kritika
V roce 2003 muzikolog Tomislav Volek kritizoval Mahlerovo vystupování v televizním cyklu Hudební toulky se Zdeňkem Mahlerem. Mahlera obvinil, že míchá historická fakta s řadou neověřitelných a někdy zcela nesmyslných tvrzení a označil jej za fabulátora.

## Názory a postoje
Podle Mahlera ze strany některých historiků „dochází k masivní revizi českých dějin, přehodnocují se události, jejich smysl, osobnosti“. Mahler sám uvedl, že se hlásí „k dějinné lince, kterou reprezentují Karel IV., Hus a samozřejmě Komenský a pak Palacký, Havlíček a Masaryk; tahle linka je pro mě závazná.“

## Citát
Pan Zdeněk Mahler je jedním z nejvzdělanějších lidí, které znám. A nejen to. Dokáže se i na vážné situace podívat s humorným nadhledem.
Jaromír Hanzlík 

## Z díla
| Film a televize (námět, scénář, spolupráce na scénáři): - Lidice (2011) - Ano, Masaryk, 1.–3. (1997) - Katedrála o třech dějstvích (1994) - Mí Pražané mi rozumějí (1991) - Zabudnite na Mozarta (1985) - Amadeus (1984) – odborný poradce - Neohlížej se, jde za námi kůň (1979) - Koncert na konci léta (1979) - Božská Ema (1978) - Tak láska začíná… (1975) - Dlouhá bílá nit (1970) – dramaturgie - Trápení ďáblova učedníka - Den sedmý, osmá noc (1969) - Flirt se slečnou Stříbrnou (1968) - Nebeští jezdci (1968) - Co nikdy nepochopím (1968) – spolupráce - Svatba jako řemen (1967) - Jak se zbavit Helenky (1967) - Píšťalka pro dva - Rytíř - seriál pro děti věnovaný W. A. Mozartovi (1985) (TV Rakousko) - Dynastie Straussů - seriál o skladatelské rodině Straussů (1991) (TV Rakousko, Německo) | - Vzdělávací pořady v TV: - Hudební toulky se Zdeňkem Mahlerem - Spirituál bílého muže - Krajan G. M. - Divadelní hry: - Mlýn (absurdní drama) - Provaz o jednom konci - Libreto k opeře Jaroslava Smolky Hra o zuby (spolu s Josefem Bruknerem) Literatura: - Bůh a lokomotiva (1961) - Jak se stát bubeníkem královské gardy (1965) - Hledání ztraceného věku (1965) - Sally, tvá kamarádka z Anglie (1967) - Neohlížej se – jde za námi kůň (1983) - Sbohem, můj krásný plameni (1984) - Nekamenujte proroky (1990) - Spirituál bílého muže (1990) - Katedrála (1994) - Ano Masaryk - Kdo svůj národ miluje, nešetří ho (1996) - Nokturno - Král a lazebnice - New York - Literatura faktu o osobnostech: - W. A. Mozart - B. Smetana - A. Dvořák |